# Liberale Party
De Liberale Party (LP) was een Zuid-Afrikaanse politieke partij van 1953 tot 1968. Het lukte de partij niet de steun van de witte kiezers te winnen, maar verzwakte wel de Verenigde Party omdat tal van vooraanstaande intellectuele Engelssprekende leden de VP verlieten en zich aansloten bij de LP.

## Oprichting
De partij werd op 9 mei 1953 in Kaapstad opgericht en kwam voort uit de vroegere Suid-Afrikaanse Liberale Vereniging. Margaret Ballinger was de eerste voorzitter met Alan Paton en Leo Marquard als vicevoorzitters. Andere leidende figuren tijdens de oprichting van de partij waren Oscar Wolheim, Leslie Rubin en Edgar Brookes. 

## Koers
In de eerste helft van haar bestaan was de partij redelijk conservatief. Het hoofddoel van de partij was de opvattingen van de witte kiezers te veranderen en het kiesstelsel naar een meer gedeeld systeem te hervormen.
Dit veranderde rond 1959/60 toen de Progressiewe Party, die ook uit de Verenigde Party voortkwam, het politieke terrein van de LP betrad. Een kentering werd feitelijk teweeggebracht door het Bloedbad van Sharpeville van 1960 en de daarop volgende noodtoestand waarin verschillende leden van de Liberale Party werden aangehouden. Een andere factor was het gebruik van apparatuur voor simultane vertaling waardoor het voor zwarte leden voor het eerst mogelijk werd de partijvergadering toe te spreken in hun moedertaal.
Dit leidde ertoe dat de Liberale Party vanaf de jaren zestig voorstander werd van het systeem van "een mens, een stem" in een Zuid-Afrika vrij van alle vormen van discriminatie.

## Ontbinding
De partij was van meet af aan in rechtstreeks conflict met de regering. Dat was voornamelijk te danken aan haar kritiek op de apartheid. De regering sloeg terug door leden te vervolgen en de partij ervan te beschuldigen communistische doelstellingen na te volgen.
In 1968 vaardigde de Zuid-Afrikaanse regering de Prohibition of Improper Interference Act multiraciaal lidmaatschap van politieke partijen verbood. De LP moest daarom kiezen tussen ontmanteling of ondergrondse voortzetting, en koos hierin voor ontmanteling.